# 다보스 라레트역
다보스 라레트역(독일어: Bahnhof Davos Laret)은 스위스 그라우뷘덴주의 다보스 지자체에 있는 기차역이다. 래티셰 철도의 1,000mm 미터궤 란트콰르트-다보스 플라츠선 상에 있다. 기차는 2시간마다 이 역에 정차한다.

## 운행편
다음 서비스는 다보스 라레트에서 정차한다.
- 레기오익스프레스 : 란트콰르트와 다보스 광장 사이를 2시간마다 운행.
- 레기오 :
  - 란트콰르트와 다보스 광장 간의 제한된 서비스.